# کارآموزان (فیلم)
کارآموزان (انگلیسی: The Interns) فیلمی به کارگردانی دیوید سوئیفت است که در سال ۱۹۶۲ منتشر شد.

## بازیگران
- کلیف رابرتسون
- جیمز مک‌آرتور
- نیک آدامز
- سوزی پارکر
- هایا هاراریت
- استفانی پاورز
- بادی ابسن
- تلی ساوالاس
- برایان جی هاتن
- ان هلم
- میلدرید کورنمن